# Роман Йозі
Роман Йозі (нім. Roman Josi, нар. 1 червня 1990, Берн) — швейцарський хокеїст, захисник клубу НХЛ «Нашвілл Предаторс». Гравець збірної команди Швейцарії.

## Ігрова кар'єра

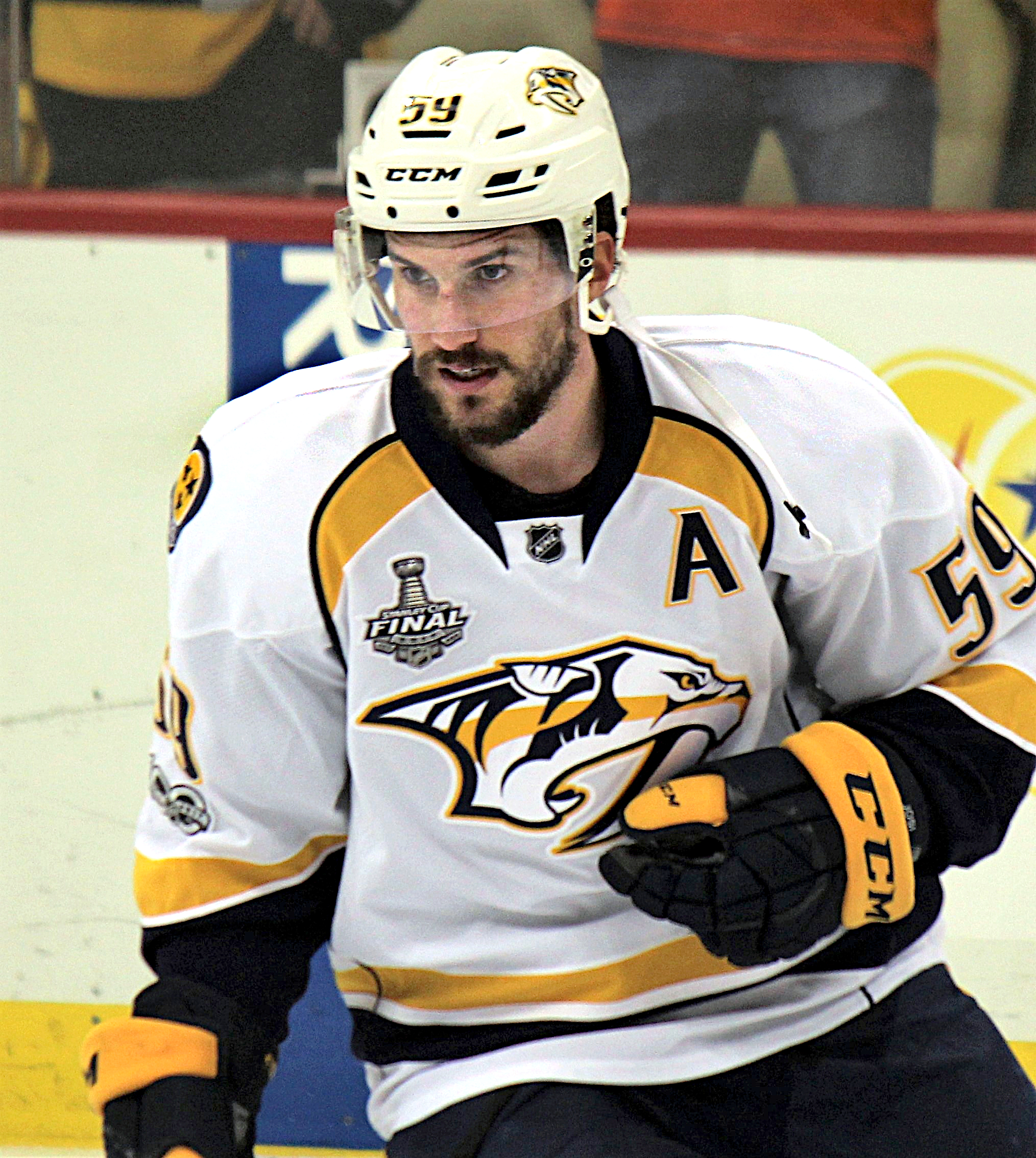
Йозі під час фінального матчу Кубка Стенлі 2017.

Вихованець хокейного клубу «Берн» у молодіжному складі якого і розпочав хокейну кар'єру 2005 року.
2008 року був обраний на драфті НХЛ під 38-м загальним номером командою «Нашвілл Предаторс» причому визнаний одним з найбільш перспективних гравців Швейцарії. 
Після п'яти років у «Берні» відправився до Північної Америки, де один сезон провів у складі команди «Мілвокі Едміралс» (АХЛ). У сезоні 2011/12 дебютував у складі «Нашвілл Предаторс». Свій перший гол забив 10 грудня 2011 в матчі проти «Анагайм Дакс».
Під час локауту в сезоні 2012/13 тимчасово виступав за свій рідний клуб «Берн» разом з Джоном Таваресем та Марком Штрайтом. Після завершення локауту повернувся до складу «хижаків». 25 лютого 2013 відзначився у матчі проти «Даллас Старс» набравши чотири очки (2+2), що є особистим рекордом Романа.
На початку червня 2013 уклав семирічний контракт з «Нашвілл Предаторс» на суму $ 28 мільйонів доларів.
У 2016 обраний до матчу всіх зірок НХЛ.

## Збірна
У складі національної збірної Швейцарії учасник зимових Олімпійських ігор 2014, учасник чемпіонатів світу 2009, 2010, 2012, 2013, 2014 і 2015. У складі молодіжної збірної Швейцарії учасник чемпіонатів світу 2007, 2008 і 2009. У складі юніорської збірної Швейцарії учасник чемпіонатів світу 2007 і 2008.
У складі збірної Європи брав участь у Кубку світу 2016.

## Нагороди та досягнення
- Чемпіон Швейцарії в складі СК «Берн» — 2010, 2013.
- Учасник матчу усіх зірок НХЛ — 2016.
- Чемпіонат світу 2013 MVP
- Чемпіонат світу 2013 Срібна медаль
- Чемпіонат світу 2013 Команда усіх зірок, обрана ЗМІ
- Чемпіонат світу 2013 Найкращий захисник
- Володар Трофею Джеймса Норріса — 2020
- Перша команда всіх зірок НХЛ — 2020.

## Статистика

### Клубні виступи
| Сезон        | Клуб                | Ліга         | Регулярний сезон | Регулярний сезон | Регулярний сезон | Регулярний сезон | Регулярний сезон | Плей-оф | Плей-оф | Плей-оф | Плей-оф | Плей-оф |
| Сезон        | Клуб                | Ліга         | І                | Г                | П                | О                | ШХ               | І       | Г       | П       | О       | ШХ      |
| ------------ | ------------------- | ------------ | ---------------- | ---------------- | ---------------- | ---------------- | ---------------- | ------- | ------- | ------- | ------- | ------- |
| 2005–06      | «Берн» мол.         | НЛА-мол.     | 5                | 0                | 0                | 0                | 0                | —       | —       | —       | —       | —       |
| 2006–07      | «Берн» мол.         | НЛА-мол.     | 33               | 14               | 16               | 30               | 28               | 14      | 1       | 3       | 4       | 2       |
| 2006–07      | «Берн»              | НЛА          | 3                | 0                | 1                | 1                | 0                | —       | —       | —       | —       | —       |
| 2007–08      | Янг Спрінтерс       | НЛБ          | 3                | 2                | 0                | 2                | 4                | —       | —       | —       | —       | —       |
| 2007–08      | «Берн»              | НЛА          | 35               | 2                | 6                | 8                | 10               | 6       | 0       | 0       | 0       | 0       |
| 2008–09      | «Берн»              | НЛА          | 42               | 7                | 17               | 24               | 16               | 6       | 0       | 0       | 0       | 0       |
| 2009–10      | «Берн»              | НЛА          | 26               | 9                | 12               | 21               | 12               | 15      | 6       | 7       | 13      | 8       |
| 2010–11      | «Мілвокі Едміралс»  | АХЛ          | 69               | 6                | 34               | 40               | 22               | 13      | 1       | 6       | 7       | 8       |
| 2011–12      | «Мілвокі Едміралс»  | АХЛ          | 5                | 1                | 3                | 4                | 0                | —       | —       | —       | —       | —       |
| 2011–12      | «Нашвілл Предаторс» | НХЛ          | 52               | 5                | 11               | 16               | 14               | 10      | 0       | 0       | 0       | 10      |
| 2012–13      | «Берн»              | НЛА          | 26               | 6                | 11               | 17               | 14               | —       | —       | —       | —       | —       |
| 2012–13      | «Нашвілл Предаторс» | НХЛ          | 48               | 5                | 13               | 18               | 8                | —       | —       | —       | —       | —       |
| 2013–14      | «Нашвілл Предаторс» | НХЛ          | 72               | 13               | 27               | 40               | 18               | —       | —       | —       | —       | —       |
| 2014–15      | «Нашвілл Предаторс» | НХЛ          | 81               | 15               | 40               | 55               | 26               | 6       | 1       | 0       | 1       | 0       |
| 2015–16      | «Нашвілл Предаторс» | НХЛ          | 81               | 14               | 47               | 61               | 43               | 14      | 1       | 8       | 9       | 12      |
| 2016–17      | «Нашвілл Предаторс» | НХЛ          | 72               | 12               | 37               | 49               | 18               | 22      | 6       | 8       | 14      | 12      |
| Усього в НХЛ | Усього в НХЛ        | Усього в НХЛ | 406              | 64               | 175              | 239              | 127              | 52      | 8       | 16      | 24      | 34      |

### Збірна
| Рік                | Команда            | Турнір             | Місце              | І  | Г | П  | О  | ШХ |
| ------------------ | ------------------ | ------------------ | ------------------ | -- | - | -- | -- | -- |
| 2007               | Швейцарія          | ЮЧС18              | 6-е                | 6  | 1 | 1  | 2  | 2  |
| 2007               | Швейцарія          | МЧС                | 7-е                | 6  | 0 | 0  | 0  | 0  |
| 2008               | Швейцарія          | ЮЧС18              | 8-е                | 6  | 1 | 4  | 5  | 4  |
| 2008               | Швейцарія          | МЧС                | 9-е                | 6  | 0 | 1  | 1  | 4  |
| 2009               | Швейцарія          | МЧС-D1             | 11-е               | 5  | 2 | 3  | 5  | 6  |
| 2009               | Швейцарія          | ЧС                 | 9-е                | 6  | 0 | 0  | 0  | 2  |
| 2010               | Швейцарія          | МЧС                | 4-е                | 4  | 1 | 2  | 3  | 0  |
| 2010               | Швейцарія          | ЧС                 | 5-е                | 7  | 1 | 2  | 3  | 0  |
| 2012               | Швейцарія          | ЧС                 | 11-е               | 3  | 0 | 1  | 1  | 0  |
| 2013               | Швейцарія          | ЧС                 | 2                  | 10 | 4 | 5  | 9  | 4  |
| 2014               | Швейцарія          | ОІ                 | 9-е                | 4  | 0 | 0  | 0  | 0  |
| 2014               | Швейцарія          | ЧС                 | 10-е               | 7  | 1 | 6  | 7  | 2  |
| 2015               | Швейцарія          | ЧС                 | 8-е                | 8  | 2 | 2  | 4  | 2  |
| Молодіжна збірна   | Молодіжна збірна   | Молодіжна збірна   | Молодіжна збірна   | 33 | 5 | 11 | 16 | 16 |
| Національна збірна | Національна збірна | Національна збірна | Національна збірна | 45 | 8 | 16 | 24 | 10 |